# Brian A. Miller
Brian A. Miller es un productor de televisión estadounidense, exvicepresidente senior y director general de Cartoon Network Studios en Burbank, California, asumiendo al puesto en 2000 hasta 2021. Fue anteriormente vicepresidente de producción en Nickelodeon Animation Studios, vicepresidente de producción en Hanna-Barbera, y vicepresidente de producción en DIC Entertainment. También fue supervisor de producción para Alvin y las ardillas. Fue también el ejecutivo a cargo de la producción de varios shows de los años noventa, como El laboratorio de Dexter, CatDog, Hey Arnold!, The Angry Beavers, Zona Tiza, The Powerpuff Girls, Capitán Planeta y los planetarios, Las aventuras de Sonic el Erizo, La vaca y el pollito, Johnny Bravo, y la primera temporada de Bob Esponja.
Ha supervisado la producción de muchas series animadas, incluyendo Adventure Time, Chowder, Foster's Home for Imaginary Friends, Regular Show, El laboratorio de Dexter y Samurai Jack.

## Vida privada
Miller asistió a la Universidad estatal de California en Northridge (Los Ángeles) de 1978 a 1982. Tiene un bachillerato de artes en radiofonía, televisión y película.